# FIGS
FIGS ist ein Akronym für Französisch, Italienisch, Deutsch (engl.: german, daher das G) und Spanisch. Dies sind typischerweise die ersten vier Sprachen, welche für eine Lokalisierung von US-amerikanischen Produkten, z. B. Computerspiele, für den europäischen Markt erwogen werden. Mit dem Einschluss von Englisch wird das Akronym manchmal zu EFIGS erweitert.